# Luis Gómez-Montejano
Luis Gómez-Montejano (Madrid, 24 agosto 1922 – Madrid, 5 febbraio 2017) è stato un imprenditore e dirigente sportivo spagnolo.
Industriale petrolifero, è stato presidente del Real Madrid nel 2006.

## Biografia
Inizia la sua attività imprenditoriale negli anni cinquanta, specializzandosi in diversi settori produttivi, principalmente nell'edilizia, dove la sua società è una delle principali imprese costruttrici iberiche, e nella raffinazione e distribuzione di petrolio.
Attualmente è il presidente dell'Associazione petrolifera spagnola delle stazioni di servizio.
Già presidente del Real Madrid Castilla, squadra succursale del Real nella serie B spagnola, ha svolto il ruolo di presidente pro tempore in vista delle imminenti elezioni direttive della squadra madrilena.
Ha assunto la presidenza temporanea al decadimento della carica del predecessore, Fernando Martín, dal 26 aprile al 2 luglio del 2006, fino all'elezione del successore Ramón Calderón.